# Division nationale (Schach) 2010/11
Die Division nationale (Schach) 2010/11 war die höchste Spielklasse der luxemburgischen Mannschaftsmeisterschaft im Schach.
Meister wurde De Sprénger Echternach, während sich der Titelverteidiger Cercle d'échecs Dudelange mit dem vierten Platz begnügen musste. Aus der Promotion d'honneur waren Cercle d'échecs Philidor Dommeldange-Beggen und die zweite Mannschaft von Gambit Bonnevoie aufgestiegen. Während Bonnevoies zweite Mannschaft den Klassenerhalt erreichte, musste Dommeldange-Beggen zusammen mit der zweiten Mannschaft von Le Cavalier Differdange absteigen. Zu den gemeldeten Mannschaftskadern siehe Mannschaftskader der Division nationale (Schach) 2010/11.

## Modus
Das Turnier war unterteilt in eine Vorrunde und eine Endrunde. Die acht teilnehmenden Mannschaften spielten zunächst ein einfaches Rundenturnier. Die ersten Vier spielten im Poule Haute um den Titel, die letzten vier im Poule Basse gegen den Abstieg. Über die Platzierung entschied zunächst die Summe der Mannschaftspunkte (2 Punkte für einen Sieg, 1 Punkt für ein Unentschieden, 0 Punkte für eine Niederlage), anschließend der direkte Vergleich und zuletzt die Zahl der Brettpunkte (3 Punkte für einen Sieg, 2 Punkte für ein Remis, 1 Punkt für eine Niederlage, 0 Punkte für einen kampflose Niederlage). Für die Endplatzierung wurden sowohl die Punkte aus der Vorrunde als auch die Punkte aus der Endrunde berücksichtigt.

## Spieltermine
Die Wettkämpfe wurden ausgetragen am 10. Oktober, 14. und 28. November, 12. Dezember 2010, 9. und 30. Januar, 13. Februar, 6. und 20. März und 3. April 2011.

## Vorrunde
Wie in den Vorjahren qualifizierten sich De Sprénger Echternach, Le Cavalier Differdange, Gambit Bonnevoie und Cercle d'échecs Dudelange für den Poule Haute. Einziger zählbarer Erfolg der zweiten Tabellenhälfte gegen die erste war ein Unentschieden zwischen Echternach und der zweiten Mannschaft von Bonnevoie.

### Abschlusstabelle
| Pl. | Verein                                          | Sp | G | U | V | MP   | Brett-P. |
| --- | ----------------------------------------------- | -- | - | - | - | ---- | -------- |
| 01. | De Sprénger Echternach                          | 7  | 5 | 2 | 0 | 12:2 | 135      |
| 02. | Le Cavalier Differdange I. Mannschaft           | 7  | 6 | 0 | 1 | 12:2 | 136      |
| 03. | Gambit Bonnevoie I. Mannschaft                  | 7  | 5 | 0 | 2 | 10:4 | 124      |
| 04. | Cercle d'échecs Dudelange (M)                   | 7  | 4 | 1 | 2 | 9:5  | 123      |
| 05. | Le Cavalier Differdange II. Mannschaft          | 7  | 2 | 1 | 4 | 5:9  | 106      |
| 06. | Schachklub Turm a Sprénger Matt Schëffleng      | 7  | 2 | 0 | 5 | 4:10 | 101      |
| 07. | Cercle d'échecs Philidor Dommeldange-Beggen (N) | 7  | 1 | 0 | 6 | 2:12 | 79       |
| 08. | Gambit Bonnevoie II. Mannschaft (N)             | 7  | 0 | 2 | 5 | 2:12 | 83       |

### Entscheidungen
|     | Teilnehmer am Poule Haute: De Sprénger Echternach, Le Cavalier Differdange I. Mannschaft, Gambit Bonnevoie I. Mannschaft, Cercle d'échecs Dudelange                                         |
|     | Teilnehmer am Poule Basse: Le Cavalier Differdange II. Mannschaft, Schachklub Turm a Sprénger Matt Schëffleng, Cercle d'échecs Philidor Dommeldange-Beggen, Gambit Bonnevoie II. Mannschaft |
| (M) | Meister der letzten Saison |
| (N) | Aufsteiger der letzten Saison |

### Kreuztabelle
| Ergebnisse | Ergebnisse                                  | 01. | 02. | 03. | 04. | 05. | 06. | 07. | 08. |
| ---------- | ------------------------------------------- | --- | --- | --- | --- | --- | --- | --- | --- |
| 01.        | De Sprénger Echternach                      |     | 18  | 21  | 16  | 18  | 22  | 24  | 16  |
| 02.        | Le Cavalier Differdange I. Mannschaft       | 14  |     | 19  | 21  | 21  | 17  | 21  | 23  |
| 03.        | Gambit Bonnevoie I. Mannschaft              | 11  | 13  |     | 17  | 23  | 20  | 22  | 18  |
| 04.        | Cercle d'échecs Dudelange                   | 16  | 11  | 15  |     | 18  | 19  | 20  | 24  |
| 05.        | Le Cavalier Differdange II. Mannschaft      | 14  | 11  | 9   | 14  |     | 18  | 24  | 16  |
| 06.        | Schachklub Turm a Sprénger Matt Schëffleng  | 10  | 15  | 12  | 13  | 14  |     | 17  | 20  |
| 07.        | Cercle d'échecs Philidor Dommeldange-Beggen | 5   | 11  | 10  | 11  | 8   | 15  |     | 19  |
| 08.        | Gambit Bonnevoie II. Mannschaft             | 16  | 8   | 11  | 8   | 16  | 11  | 13  |     |

## Endrunde

### Poule Haute
Differdange und Echternach hatten mit je 12:2 Punkten die besten Ausgangspositionen und gewannen die beiden ersten Wettkämpfe, so dass der direkte Vergleich in der letzten Runde entscheiden musste. Da Echternach in der Vorrunde Differdange besiegt hatte, reichte ihnen letztendlich das Unentschieden, um durch den Sieg im direkten Vergleich Meister zu werden.

#### Abschlusstabelle
| Pl. | Verein                                | Sp | G | U | V | MP   | Brett-P. |
| --- | ------------------------------------- | -- | - | - | - | ---- | -------- |
| 01. | De Sprénger Echternach                | 10 | 7 | 3 | 0 | 17:3 | 191      |
| 02. | Le Cavalier Differdange I. Mannschaft | 10 | 8 | 1 | 1 | 17:3 | 191      |
| 03. | Gambit Bonnevoie I. Mannschaft        | 10 | 6 | 0 | 4 | 12:8 | 166      |
| 04. | Cercle d'échecs Dudelange (M)         | 10 | 4 | 1 | 5 | 9:11 | 161      |

#### Entscheidungen
|     | Luxemburgischer Meister: De Sprénger Echternach |
| (M) | Meister der letzten Saison                      |

#### Kreuztabelle
| Ergebnisse | Ergebnisse                            | 01. | 02. | 03. | 04. |
| ---------- | ------------------------------------- | --- | --- | --- | --- |
| 01.        | De Sprénger Echternach                |     | 16  | 20  | 20  |
| 02.        | Le Cavalier Differdange I. Mannschaft | 16  |     | 20  | 19  |
| 03.        | Gambit Bonnevoie I. Mannschaft        | 12  | 12  |     | 18  |
| 04.        | Cercle d'échecs Dudelange             | 12  | 13  | 13  |     |

### Poule Basse
Nach der Vorrunde schien die Entscheidung schon gegen die beiden Neulinge gefallen zu sein, aber nach Siegen gegen Schëffleng und Differdanges zweite Mannschaft war Bonnevoies zweite Mannschaft wieder im Rennen. Ein Sieg gegen den Mitaufsteiger Dommeldange-Beggen bedeutete den Klassenerhalt für Bonnevoie, während Differdanges zweite Mannschaft nach der Niederlage gegen Schëffleng absteigen musste.

#### Abschlusstabelle
| Pl. | Verein                                          | Sp | G | U | V | MP   | Brett-P. |
| --- | ----------------------------------------------- | -- | - | - | - | ---- | -------- |
| 05. | Schachklub Turm a Sprénger Matt Schëffleng      | 10 | 4 | 0 | 6 | 8:12 | 153      |
| 06. | Gambit Bonnevoie II. Mannschaft (N)             | 10 | 3 | 2 | 5 | 8:12 | 137      |
| 07. | Le Cavalier Differdange II. Mannschaft          | 10 | 3 | 1 | 6 | 7:13 | 155      |
| 08. | Cercle d'échecs Philidor Dommeldange-Beggen (N) | 10 | 1 | 0 | 9 | 2:18 | 114      |

#### Entscheidungen
|     | Absteiger in die Promotion d'honneur: Le Cavalier Differdange II. Mannschaft, Cercle d'échecs Philidor Dommeldange-Beggen |
| (N) | Aufsteiger der letzten Saison                                                                                             |

#### Kreuztabelle
| Ergebnisse | Ergebnisse                                  | 05. | 06. | 07. | 08. |
| ---------- | ------------------------------------------- | --- | --- | --- | --- |
| 05.        | Schachklub Turm a Sprénger Matt Schëffleng  |     | 15  | 18  | 19  |
| 06.        | Gambit Bonnevoie II. Mannschaft             | 17  |     | 17  | 20  |
| 07.        | Le Cavalier Differdange II. Mannschaft      | 14  | 15  |     | 20  |
| 08.        | Cercle d'échecs Philidor Dommeldange-Beggen | 12  | 11  | 12  |     |

## Die Meistermannschaft
| 1.            | De Sprénger Echternach |
| Schachfiguren | Igor Khenkin, Andrei Istrățescu, Romain Édouard, Robert Hübner, Thomas Henrichs, Slim Belkhodja, Michael Wiedenkeller, Yuri Boidman, Claude Wagener, Ludger Körholz, Boris Prizker, Serge Brittner, Gerd Gnichtel, Michael Trauth, Axel Doison, Paul Oberweis, Ken Adam. |